# Lana Barić
Lana Barić (Split, 11 de desembre de 1979), és una directora de cinema, teatre, televisió i actriu croata.

## Biografia
Es va graduar a l'Acadèmia d'Arts Escèniques a Sarajevo el 2005. Ja durant la seva etapa a l'Acadèmia, va actuar en moltes obres de teatre, i així va col·laborar amb els directors més importants de Bòsnia i Hercegovina com Haris Pašović, Gradimir Gojer i Aleksandar Jevđević. El 2003, pel seu paper d'Olivera a l'obra Phoenix je sagorio uzalud, va rebre el premi "Sanel Agić" al millor actor jove al Festival de Drama de Bòsnia-Hercegovina a Brčko. També col·labora en televisió i estrelles convidades en sèries, interpretant papers menors a les sèries Crna hronika i Viza za budućnost i a les pel·lícules Go West d'Ahmed Imamović, CO/MA de Mike Figgis i La nostra música del director de culte Jean-Luc Godard.
El 2005 va fer una audició i va obtenir un paper a l'obra Humble Boy al teatre Mala scena de Zagreb, dirigida per Ivica Šimić. L'obra es representa en anglès, que va perfeccionar mentre vivia a Anglaterra durant alguns anys.
Aquell mateix any, va interpretar Clitemnestra a l'obra Ifigènia de la jove dramaturga Lana Šarić, dirigida per Ivica Šimić. Aquest paper li va valer nombrosos premis, inclòs el prestigiós Premi dels Actors Croats en la categoria artista jove menor de 28 anys, així com un premi especial de patrocinador i un premi del jurat al millor paper femení al Festival Internacional de la Joventut Rainbow, a Sant Petersburg, Rússia.
Va passar els primers anys de la seva vida professional a Croàcia amb el teatre Mala scena, on també va actuar en altres obres com Kako živi Antuntun? i Bum Tomica. Després va col·laborar amb Splitsko ljeto on va actuar en obres de Goran Golovko.
A Zagreb, després de col·laborar amb el teatre Mala scena, continua col·laborant amb grups independents, i en projectes fora del teatre croat, sobretot relacionats amb el teatre Teatar ITD, on actua a les obres Toranj loše glazbe de Nik Djurić, Elektra d'Ivan Plazibat, Smrt u Veneciji/Enej i Didona d'Oliver Frljić, Disleksija d'Irena Čurik, Zadatak de Miran Kurspahić i altres.
El 2008 participa a la popular sèrie croata "Stipe u gostima".
El 2009 va fer el curtmetratge Žuti mjesec com a part de l'omnibus Zagrebačke priče, pel qual va rebre excel·lents crítiques i el premi Breza al millor debutant al Festival de Cinema de Pula el 2010. El paper d'una dona desesperada va cridar l'atenció de la crítica i del públic, i va llançar la seva carrera cinematogràfica, aquesta vegada a Croàcia. Això va ser seguit per papers en moltes pel·lícules com "Majka asfalta" de Dalibor Matanić i "Noćni brodovi" d'Igor Mirković.
El 2010 va rebre crítiques entusiastes pel seu paper de Grozdana a l'obra Drama o Mirjani i ovima oko nje d'Ivor Martinić dirigida per Anja Maksić Japundžić i produïda pel Teatre Nacional de Zagreb.
El 2020 va escriure el guió i va interpretar el paper principal a la pel·lícula dramàtica croata "Tereza37". La pel·lícula va ser seleccionada com a pel·lícula croata a l'Oscar a la millor pel·lícula de parla no anglesa.
Va ser un dels vint signants d'una carta enviada a l'alcalde de Zagreb Milan Bandić, expressant la seva preocupació pel nomenament de Zlatko Hasanbegović com a membre del Consell de Teatre del Teatre Nacional Croata de Zagreb.
És signatària de la Declaració sobre la llengua comuna, que afirma que a Croàcia, Bòsnia i Hercegovina, Sèrbia i Montenegro parlen variants estàndard nacionals d'una llengua estàndard pluricèntrica.

## Filmografia

### Papers en televisió
- "Da sam ja netko" com a Ives (2015)
- "Markov trg" com a Mirjana Gruber-Cicvarić (2014)
- "Stipe u gostima" com a Nives (2008 – 2014)
- "Viza za budućnost" com a Kiki (2006)
- "Crna hronika" com a Aiša (2004)

### Papers en cinema
- "Tragovi" (2022)
- "Tereza37" com a Tereza (2020)
- "Transmania" (2016)
- "Trampolin" com a Helena (2016)
- "Belladonna" (2015)
- "Nedjelja" com a majka (2015)
- "Ti mene nosiš" com a Ives (2015)
- "Kosac" com a Ana (2014)
- "6, pola 7" (2014)
- "Šuti" com a mama (2013)
- "Zagonetni dječak" com a professora (2013)
- "Zabranjeno smijanje" com a Biba (2012)
- "Noćni brodovi" com a Anja (2012)
- "Prva dama Dubrave" com a mama (2011)
- "Majka asfalta" com a Višnja (2010)
- "Žuti mjesec" com a Lana (2010)
- "Zagrebačke priče" (2009)
- "Go West"  (2005)
- "CO/MA" com a Edwina (2004)
- "Notre musique" (2004)
- "Sugar-Free" com a Djevojka (2001)